# Helophorus pallidus
Helophorus pallidus är en skalbaggsart som beskrevs av Friedrich-August von Gebler 1830. Helophorus pallidus ingår i släktet Helophorus, och familjen halsrandbaggar. Enligt den finländska rödlistan är arten nära hotad i Finland. Arten är reproducerande i Sverige. Artens livsmiljö är små tjärnar och gölar (även flarkar).